# Dalton Solbrig
Dalton Solbrig (Lake Forest, 2 gennaio 1997) è un pallavolista statunitense, centrale del Lüneburg.

## Carriera

### Club
La carriera di Dalton Solbrig inizia nei tornei scolastici dell'Illinois, giocando per la Lakes Community HS. Dopo il diploma gioca nel campionato universitario di NCAA Division I con la Hawaii, dove milita dal 2016 al 2019, raggiungendo due volte le fasi finali e disputando la finale per il titolo durante il suo senior year.
Nella stagione 2019-20 sigla il suo primo contratto professionistico in Croazia, ingaggiato dal Mladost Kaštela, impegnato in Superliga; nella stagione seguente si trasferisce in Germania, dove disputa la 1. Bundesliga con il Lüneburg.